# Avdicija (drama)
Avdicija je drama Žarka Petana, ki je bila napisana leta 1988.

## Osebe
- Igralec
- Igralka
- Mladenič
- Mladenka

## Zgodba
Igralec in igralka, oba že stara in odpisana, čakata na avdicijo, z njima komunicira le glas preko zvočnika. Igralec je poln sebe, govori o svojih uspehih in vlogah, zaigra delček vloge Razkolnikova, od katere je obseden; Igralka mu navdušeno zaploska. - Glas jima sporoči, naj se pripravita, igrala bosta prizor iz Romea in Julije. Izbirata prizor, Igralec se vda spominom: ko je prvič igral Romea, je bil do ušes zaljubljen v Julijo. Zaigrata, toda Igralec je pozabil besedilo, vse je iz njega izrinil Razkolnikov. Igralka mu pomaga, mu daje pogum, razkrije se, da je bila prav ona tista Julija pred davnimi leti; zanjo je bilo to doživetje, ki ga ni mogla pozabiti, zanj le bežna avantura pred strmo potjo navzgor. Zdaj je razkrojen, brez spomina, avdicija se mu zazdi kot smrtna past brez izhoda. - Glas najavi začetek avdicije, pojavita se Mladenič in Mladenka in zaigrata balkonski prizor med Romeom in Julijo. Igralka ne vzdrži, vključi se v igro namesto Mladenke in ob slovesu od Romea umre. Igralec vztraja v vlogi Razkolnikova, govori tekst o pravici do umora, nato pa ga potegne v vlogo Romea, poljubi Mladenko in umre tudi sam. Glas naznani, naj se kandidati pripravijo na naslednjo avdicijo.